# 버진 아메리카의 운항 노선
버진 아메리카는 다음과 같은 노선을 운항하고 있다. 

## 운항 노선

### 북아메리카
멕시코
- 캉쿤 - 캉쿤 국제공항
- 로스카보스 - 로스카보스 국제공항
- 푸에르토바야르타 - 구스타보 디아스 오르다스 국제공항

 미국
- 로스앤젤레스 - 로스앤젤레스 국제공항
- 샌디에이고 - 샌디에이고 국제공항
- 샌프란시스코 - 샌프란시스코 국제공항 허브
- 라스베이거스 - 매캐런 국제공항
- 뉴욕 - 존 F. 케네디 국제공항
- 뉴어크 - 뉴어크 리버티 국제공항
- 워싱턴 D.C. - 워싱턴 덜레스 국제공항
- 시애틀 - 시애틀 터코마 국제공항
- 포트로더데일 - 포트로더데일 할리우드 국제공항
- 댈러스 - 댈러스 포트워스 국제공항
- 올랜도 - 올랜도 국제공항
- 팜스프링스 - 팜스프링스 국제공항
- 필라델피아 - 필라델피아 국제공항
- 보스턴 - 보스턴 로건 국제공항
- 시카고 - 오헤어 국제공항